# Georg Kayser
Georg Friedrich Otto Kayser (* 5. Juni 1881 in Gumbinnen/Ostpreußen; † 6. November 1945 in Ketschendorf (Spree)) war ein preußischer Ministerialbeamter und stellvertretender Bevollmächtigter Preußens zum Reichsrat. Ab 1938 war er Herausgeber einer Loseblattsammlung baupolizeilicher Vorschriften des Deutschen Reichs und Preußens.

## Leben und Wirken

### Frühes Leben
Georg Kayser wurde als zweiter Sohn des George Hermann Ernst Kayser (1844–1907), Regierungsrat bei der Generalpostkasse Berlin, und seiner Frau Maria Kayser geb. Burchardt (1858–1937) geboren und evangelisch getauft.
Von 1887 bis 1900 besuchte er das Königstädtische Gymnasium in Berlin. Er war Abiturient Nr. 294 seit Errichtung der Anstalt.

### Studium der Rechtswissenschaften
Nach dem Abitur studierte er bis 1904 Rechtswissenschaften an der Friedrich-Wilhelms-Universität zu Berlin.
Am 16. Juni 1900 wurde Georg Kayser als Fuchs vorläufiges Mitglied in der Studentenverbindung Landsmannschaft Thuringia Berlin. Nach zwei als genügend beurteilten Mensuren wurde er am 30. Juli 1900 als vollberechtigtes Mitglied aufgenommen. Im Wintersemester 1900/01 und im Sommersemester 1901 war er Erstchargierter der Landsmannschaft Thuringia (Präside) und im Sommersemester 1901 zusätzlich Fuchsmajor, verantwortlich für Leitung und Unterricht der Füchse. Am 14. Oktober 1901 erfolgte seine Inaktivierung zur Reduzierung seiner Mitgliedspflichten. Bis zu diesem Zeitpunkt hatte er neun Schlägermensuren und eine verschärfte Säbelmensur geschlagen. Am 9. Mai 1904 wurde er in die Altherrenschaft der Landsmannschaft Thuringia aufgenommen (Philistrierung).

### Justizvorbereitungsdienst 1904–1914
Am 21. Mai 1904 wurde Georg Kayser im Preußischen Justiz-Ministerium vereidigt. Während des Justizvorbereitungsdiensts vom 6. Mai 1904 bis zum 6. Dezember 1909 absolvierte Georg Kayser zahlreiche Stationen: als Referendar am Amtsgericht Schwiebus (1904–1906), Landgericht I Berlin (1906–1907), bei der Staatsanwaltschaft I Berlin (1907), bei Rechtsanwalt und Notar Kiel (1907–1908), am Amtsgericht Berlin-Mitte (1908–1909) und am Kammergericht 2. Zivilsenat (1909).  Sein Justizvorbereitungsdienst wurde durch Militärdienst und militärische Übungen zeitweilig länger unterbrochen. Am 12. Juni 1911 wurde Georg Kayser zum Gerichtsassessor im Preußischen Justizministerium ernannt. Ab dem 9. Juli 1913 arbeitete er für 8 Monate als juristischer Hilfsarbeiter beim Magistrat Berlin-Charlottenburg. Am 29. April 1914 nahm Georg Kayser seinen Abschied aus dem Dienstverhältnis im Preußischen Justiz-Ministerium.

### Wehrdienst, Offiziersausbildung und Teilnahme am Ersten Weltkrieg
Vom 1. Oktober 1904 bis 30. September 1905 leistete Georg Kayser seinen Wehrdienst als Einjährig-Freiwilliger im Garde-Füsilier-Regiment in Berlin. Am 17. Dezember 1908 wurde er zum Leutnant der Reserve der Infanterie im 2. Garde-Regiment zu Fuß befördert. Von 1914 bis 1918 nahm er am Ersten Weltkrieg teil. Vom 4. September bis 9. Oktober 1915 wurde er im Reserve-Lazarett Gotha wegen Lungenerweiterung/-asthma behandelt. 1915 wurde er zum Oberleutnant der Reserve beim Ersatz-Bataillon 2. Garde-Regiment zu Fuß befördert.

### Beamter im Preußischen Ministerium für Volkswohlfahrt 1919–1932
Nach dem Krieg fand Georg Kayser seine erste Anstellung als Magistratsrat am Preußischen Ministerium für Volkswohlfahrt in Berlin. Am 15. Juni 1920 wurde er zum Ministerialrat in Abteilung II des Ministeriums für Volkswohlfahrt ernannt. Aufgaben der Abteilung II waren die Aufsicht über das Wohnungswesen nebst der bevölkerungs- und sozialpolitischen Maßnahmen auf diesem Gebiete, über das Siedlungswesen, soweit es nicht ganz oder überwiegend landwirtschaftlichen Interessen dient, einschließlich Grundstücksumlegungen, Baugenossenschaften, städtischer und vorstädtischer Grundkredit, Kleingärten, Baupolizei und Angelegenheiten des Städtebaus, insbesondere Bauordnungen, Fluchtlinien und Freiflächen, Maßnahmen gegen Verunstaltung von Ortschaften und landschaftlich hervorragenden Gegenden, über den Wiederaufbau in Ostpreußen in technischer Hinsicht und Personalien für die Wiederaufbaubehörden sowie über die Kommunalaufsicht, soweit sie mit dem Wohnungs- und Siedlungswesen zusammenhing, einschließlich derjenigen über den Siedlungsverband Ruhrkohlenbezirk.
1921 wurde Georg Kayser als Beauftragter des Ministeriums für Volkswohlfahrt in den Gesamtausschuss der Preußischen Zentralgenossenschaftskasse (»Preußenkasse«) entsandt. Die Aufgabe der Zentralgenossenschaftskasse war, die Kreditbedürfnisse des produktiven Gewerbes, insbesondere des kleineren (landwirtschaftlichen) Grundbesitzes und des Handwerksstandes, zu einem möglichst niedrigen Zinssatz über kommunale getragene Kreditanstalten und Kreditgenossenschaften zu befriedigen. Die »Preußenbank« wurde mit Kapital des preußischen Staats ausgestattet.
Von 1922 bis 1931 war er Mitglied im Verwaltungsrat und im Arbeitsausschuss der Preußische Landespfandbriefanstalt, Berlin. Diese war eine Körperschaft des öffentlichen Rechts, gegründet am 22. Juli 1922 und der Aufsicht des preußischen Staates unterstellt. Die Anstalt hat gemäß § 2 der Satzung »Darlehen im ganzen Gebiete des Preußischen Staates zum Zwecke der Herstellung von Kleinwohnungen für die minderbemittelte Bevölkerung« gewährt.
1922 entsandte ihn das Ministerium für Volkswohlfahrt als außerordentliches Mitglied in den Vorstand des Landesschätzungsamts in Berlin. Aufgaben des Landesamts waren die Schätzung von Grundstücken und die Aufsicht über die Provinzial-, Bezirks- und Kreisschätzungsämter.
Georg Kayser wurde im April 1932 als Treuhänder der Deutsche Rentenbank-Kreditanstalt (RKA) zur Deutsche Genossenschafts-Hypothekenbank AG entsandt. Die RKA sollte nach ihrer Gründung am 1. November 1925 die Kreditversorgung der Landwirtschaft sicherstellen.
Die Tätigkeit von Georg Kayser am Preußischen Ministerium für Volkswohlfahrt endete am 30. November 1932 mit der Auflösung des Ministeriums. Sein Aufgabenbereich ging auf das Preußische Finanzministerium über. Georg Kayser wurde am 1. Dezember 1932 in das Preußische Finanzministerium versetzt.

### Stellvertretender Bevollmächtigter zum Reichsrat
Vom 15. Mai 1930 bis zum 16. Februar 1933 war Georg Kayser stellvertretender Bevollmächtigter zum Reichsrat. In der Sitzung der preußischen Kommissariatsregierung am 11. Februar 1933 wurden die preußischen Bevollmächtigten zum Reichsrat und ihre Stellvertreter neu ernannt oder als solche bestätigt. An dieser Sitzung nahmen die Reichskommissare Vizekanzler Franz von Papen, Reichsminister Hermann Göring, Staatssekretär Heinrich Hölscher und Reichsminister a. D. Johannes Popitz sowie hochrangige Ministerialbeamte aller preußischen Ministerien teil. Den Nationalsozialisten nicht gewogene Bevollmächtigte wurden ersetzt. Auch Kayser musste ausscheiden.

### Im Beirat der Preußischen Staatsbank
Vom 16. Juni 1931 bis 1. Dezember 1932 war Georg Kayser Mitglied im Beirat der Preußischen Staatsbank. Diese war in allen Bereichen des Bankgeschäfts tätig.

### Beamter im Preußischen Finanzministerium
Am 1. Dezember 1932 begann Georg Kaiser seine Tätigkeit im Preußischen Finanzministerium. Er war dort wie auch zuvor im Ministerium für Volkswohlfahrt mit Schwerpunkt Förderung des zivilen Wohnungsbaus in der Abteilung V Hochbauwesen tätig.
Ab 1938 übernahm er die Herausgabe einer umfassenden Loseblatt-Sammlung der baupolizeilichen Vorschriften des Deutschen Reiches und Preußens. Nach heutigen Verständnis handelte es sich um eine Sammlung bauordnungsrechtlicher Vorschriften.
1941 war Georg Kayser als Staats- und Reichskommissar der Deutsche Zentralbodenkredit AG, vormals Preußische Central-Bodenkredit-AG, tätig.

1942 wurde er zum Ministerialdirigenten ernannt.

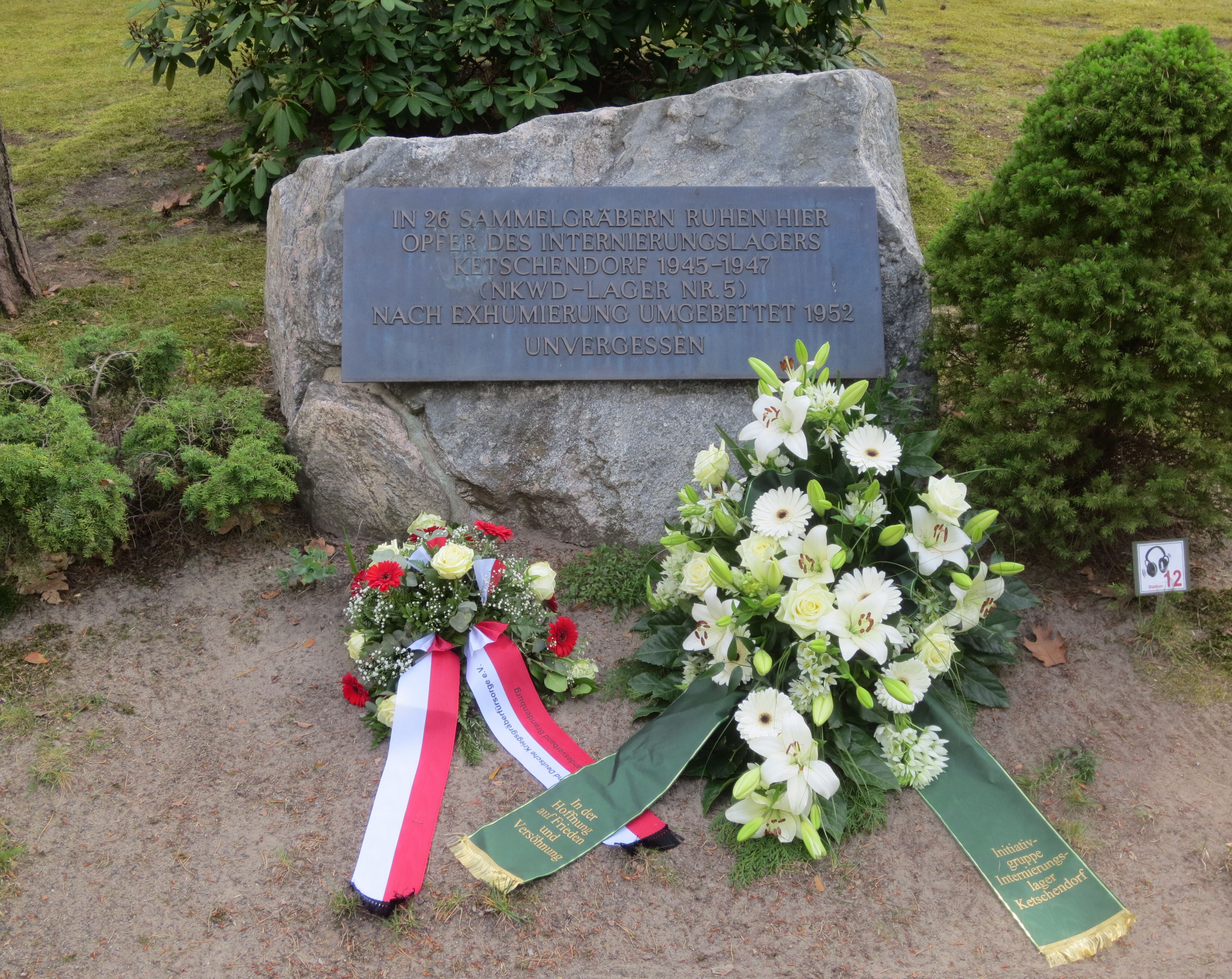
Gedenkstein Waldfriedhof Halbe, Block 9, 2019

### Haft im NKWD-Speziallager Nr. 5 in Ketschendorf
Am 22. Juni 1945 wurde er durch eine operative Gruppe des NKWD Brandenburg in Neuruppin verhaftet (lfd. Nr. 1709, Registratur-Nr. 26709) und im NKWD-Speziallager Nr. 5 in Ketschendorf/Fürstenwalde (Spree) inhaftiert. Als Haftgründe wurden »Leiter staatlicher Wirtschaftsorgane« und »Mitarbeiter des Hitlerregimes« angegeben.

### Letzte Ruhestätte
Am 6. November 1945 starb Georg Kayser im Lager Ketschendorf unter erbärmlichen Umständen an Angina pectoris im Alter von 64 Jahren. Sein Leichnam wurde zunächst in einem Massengrab nahe dem Lager verscharrt. Seine Frau wurde erst 1950 von der Berliner Bürgermeisterin Louise Schroeder über seinen Tod informiert, hat aber bis zu ihrem Lebensende keine Information über die letzte Ruhestätte ihres Mannes erhalten. Sie lebte noch bis 1981 in der früher gemeinsamen Wohnung aus Vorkriegszeiten in Berlin.
Seine letzte Ruhestätte fand er auf dem Kriegsgräberfriedhof / Waldfriedhof Halbe in Block 9. 1952/53 wurde ein Großteil der Gebeine der bis heute ermittelten 4.722 Toten auf 30 LKW der Pflanzenschutzfirma Löffler & Lange Ludwigsfelde im Zeitraum 30. Dezember 1952 bis Oktober 1953 unter Ausschluss der Öffentlichkeit nach Halbe umgebettet und zunächst anonym auf dem Waldfriedhof Halbe, Block 9 bestattet. Am 8. Mai 2004 wurden dort Steintafeln mit den Namen der Toten eingeweiht.

## Familie
Georg Kayser hatte zwei Brüder: Bankdirektor Felix Adolf Wilhelm Hermann Kayser (1879–1949) und Bergingenieur Max Karl Ferdinand Kayser (1884–1971).
Am 3. April 1915 heirateten Georg Kayser und Elisabeth Anna Bernhardine Irmela Bodenstein (* 5. November 1893 in Berlin; † 14. April 1981 ebenda) in Berlin-Spandau. Ihre Ehe blieb kinderlos.

## Schriften
- Aus der Tätigkeit der Hypothekenbanken im Jahr 1919, in: Amtsblatt und Halbmonatsschrift des Preußischen Ministeriums für Volkswohlfahrt, 1.1920, 15. Mai 1920 Nr. 4 S. 78 f.
- Realkredit durch Sparkassen, in: Amtsblatt und Halbmonatsschrift des Preußischen Ministeriums für Volkswohlfahrt, 1.1920, 15. Dezember 1920, Nr. 18, S. 427 f.
- Neuordnung des Schätzungswesens für Grundstücke (Schätzungsämter), in: Amtsblatt und Halbmonatsschrift des Preußischen Ministeriums für Volkswohlfahrt, 2.1921, 15. Februar 1921, Nr. 4, S. 88 f.
- Sparkassen und Grundkredit, in: Amtsblatt und Halbmonatsschrift des Preußischen Ministeriums für Volkswohlfahrt, 3.1922, 1. März 1922, Nr. 5, S. 139 f.
- Die Hypothekenbanken im Geschäftsjahre, in: Amtsblatt und Halbmonatsschrift des Preußischen Ministeriums für Volkswohlfahrt, 3.1922, 1. Juni 1922, Nr. 11, S. 277 ff.
- Zum Gesetz über die Erhöhung der Verwaltungskostenbeiträge bei Tilgungsdarlehen, in: Amtsblatt und Halbmonatsschrift des Preußischen Ministeriums für Volkswohlfahrt, 33.1922, 1. Juli 1922, Nr. 13, S. 333 f.
- Die Preußische Landespfandbriefanstalt, in: Amtsblatt und Halbmonatsschrift des Preußischen Ministeriums für Volkswohlfahrt, 3.1922 1. August 1922, Nr. 15, S. 369 f.

- Disziplin im Baurecht, Ausnahme- und Dispensrecht, Nachbarrecht, Reichsbaugesetz, Sonderdruck aus „Zentralblatt der Bauverwaltung vereinigt mit Zeitschrift für Bauwesen“, 55. Jahrg., 1935, Heft 14.

- Aufgaben der Baupolizei (Referat auf der Tagung der hochbautechnischen Generaldezernenten in Bad Salzbrunn am 1. Juni 1938); Entwürfe und Umdrucke, 1938; in Geheimes Staatsarchiv Preußischer Kulturbesitz, Bestand: Finanzministerium, 07.01.02.01 Allgemein, I. HA Rep. 151, Nr. 3496.

- Die baupolizeilichen Vorschriften des Deutschen Reiches und Preußen, Loseblatt-Sammlung aller einschlägigen Gesetze, Verordnungen, der Ministerialerlasse und Richtlinien: mit Erläuterungen, Verweisungen und Sachverzeichnis, Herausgeber: Georg Kayser, C. H. Beck´sche Verlagsbuchhandlung, München und Berlin, Erstausgabe 1938, 2. Auflage mit Stand 1. Mai 1939 und 3. Auflage mit Stand Februar 1943.
- Baudisziplin – eine baupolizeiliche Betrachtung, in: Preußisches Finanz-Ministerialblatt, Jg. 25, Nr. 1, 6. Januar 1941, S. 8ff.